# Crassula connata
Crassula connata (Ruiz & Pav.) A.Berger, 1930 è una pianta succulenta appartenente alla famiglia delle Crassulaceae, originaria di un'ampia parte delle Americhe. Precedentemente nota come Tillaea connata (Ruiz & Pav., 1798), è stata inserita nel genere Crassula nel 1930, per opera di Alwin Berger.
L'epiteto specifico connata deriva dal latino con-natus, letteralmente "nato assieme", e si riferisce ai fiori, strettamente uniti alla pianta da un brevissimo pedicello.

## Descrizione

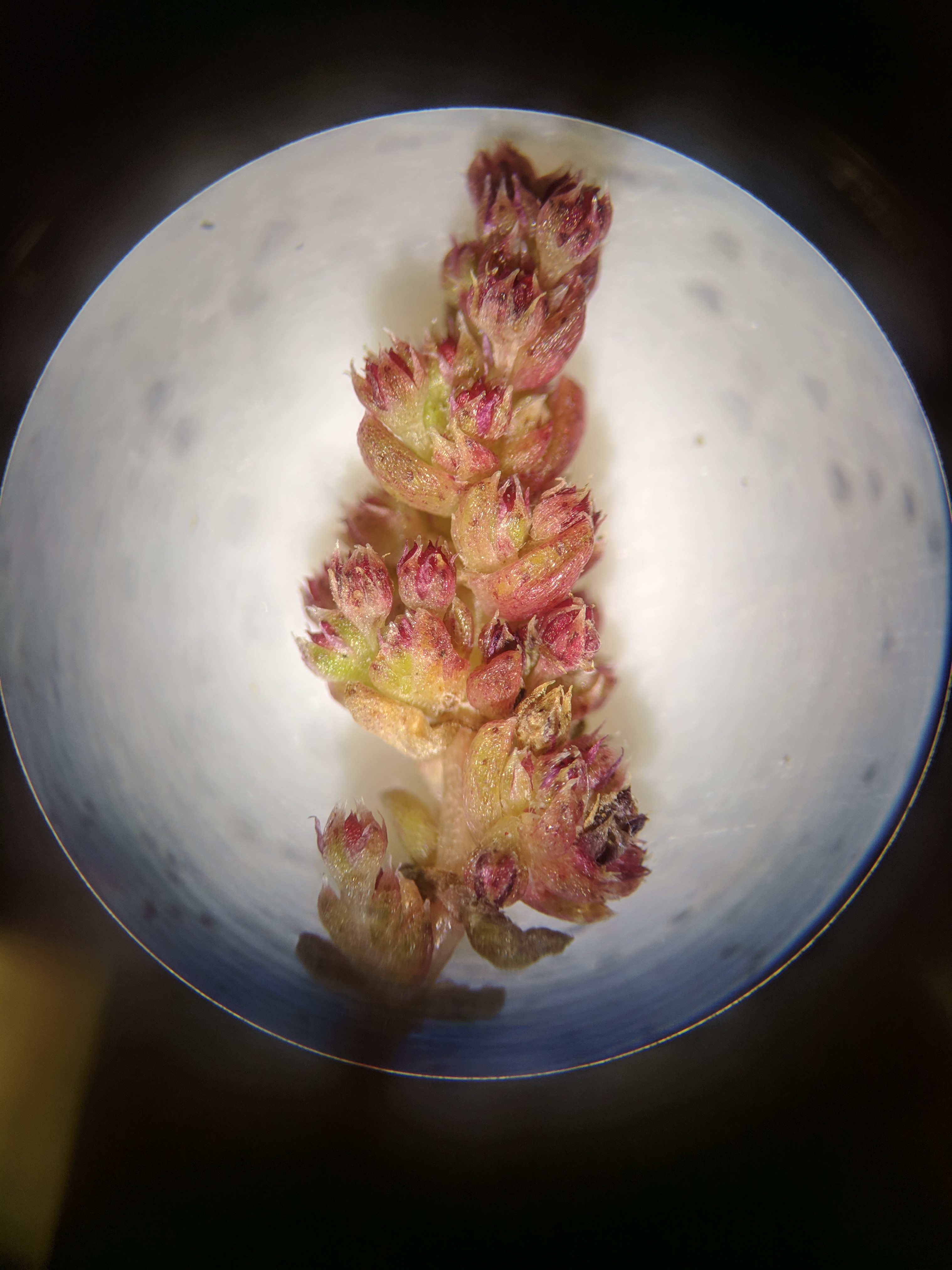
Stelo di C. connata visto al microscopio.

C. connata è una pianta annuale a portamento erbaceo, formata da steli eretti in grado di raggiungere i 6,5 centimetri d'altezza, scarsamente ramificati dalla base e di colore rossastro, ancorati alla base attraverso fini radici fascicolate.
Le foglie, sessili, carnose e disposte a coppie contrapposte, hanno forma triangolare-lanceolata ed una lunghezza massima di 6,5 millimetri per 1,4 mm in larghezza, con delle estremità da acute ad arrotondate.
Le infiorescenze si sviluppano lungo lo stelo stesso durante la stagione primaverile, presentano i fiori in posizione ascellare, in numero di 1-2 per nodo ed uniti alla pianta attraverso un pedicello lungo 0,2–6 mm, mentre di rado sono subsessili.
I fiori, variabili da trimeri a pentameri (più frequentemente tetrameri), presentano dei sepali di forma lanceolata, lunghi tra 0,5 mm e 2,3 mm per 0,3-0,7 mm in larghezza, con gli apici da acuti ad acuminati. I petali, dalla forma triangolare, misurano circa 0,6-1,5 mm in lunghezza per 0,2-0,4 mm in larghezza.
I frutti sono dei follicoli eretti, di forma ovoidale, lunghi tra 0,6 e 0.9 mm e contenenti ciascuno 1 o 2 semi ellittici. Questi misurano tra 0,3 e 0,6 mm in lunghezza per 0,1-0,3 mm in larghezza, dall'aspetto rugoso e colore bruno-rossastro, con alcune striature longitudinali.

## Distribuzione e habitat
Diversamente dalla maggior parte delle specie appartenenti al genere Crassula, concentrate nell'Africa meridionale, C. connata è originaria di un ampio areale nelle Americhe. La si può trovare nella parte dell'America Meridionale affacciata sul Pacifico, dall'Argentina alla Colombia, passando per Cile, Perù ed Ecuador, oltre che in Uruguay e Bolivia. Inoltre è presente anche nel territorio degli stati di Guatemala e Messico mentre, nella parte settentrionale del continente, è diffusa lungo la cosiddetta West Coast, fino all'estremità meridionale della Columbia britannica, in Canada, anche se è qui molto più rara che in America latina. In tempi più recenti è stata scoperta la sua presenza anche in Texas, dove probabilmente è una specie di recente introduzione.
È una specie diffusa sia in ambienti terrestri che acquatici, su suoli generalmente ghiaiosi e prevalentemente umidi, a volte in vere e proprie pozze d'acqua. Questo la pone come una specie intermedia tra le Crassula erbacee diffuse in ambienti prettamente terrestri, come Crassula tillaea, e quelle acquatiche, come Crassula aquatica, con le quali condivide anche parte dell'areale di diffusione.

## Tassonomia

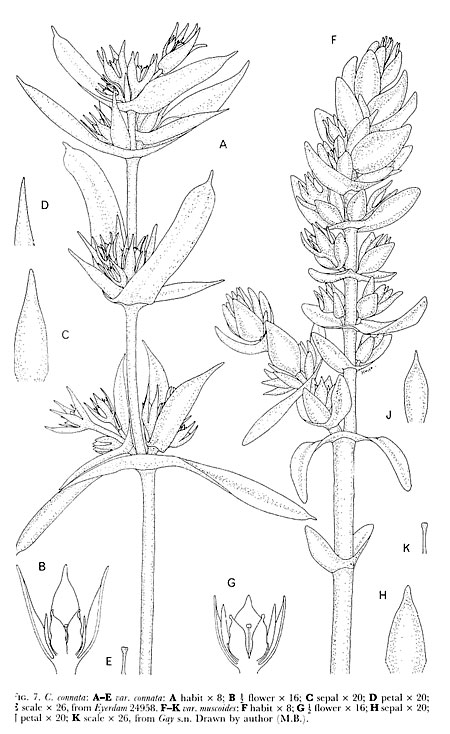
Confronto tra C. connata var. connata, sulla sinistra, e C. connata var. muscoides, a destra.

### Varietà
Al momento, oltre alla pianta in sé, è accettata una sola varietà:
- Crassula connata var. muscoides (M.Bywater & Wickens, 1984)[14]

Questa varietà, assieme alla specie in sé, è l'unica delle 5 proposte nel 1984 dai botanici Marie Bywater e Gerald Ernest Wickens ad essere attualmente accettata. Le altre tre infatti (var. erectoides, var. eremica e var. subsimplex), pur presentando alcune differenze a livello genetico, dimostravano differenze a livello morfologico troppo lievi, se non variabili da esemplare a esemplare, per poter essere chiaramente definite ed individuate.
Inoltre, per riferirsi alla pianta in sé, viene utilizzata anche la denominazione C. connata var. connata.

#### Crassula connatavar.muscoides
C. connata var. muscoides è l'unica varietà attualmente accettata di C. connata ed è presente in un areale molto più limitato, ridotto agli stati sudamericani di Cile ed Argentina.
Differentemente dalla var. connata è una pianta più ramificata e non solo a partire dalla base. Inoltre i fiori, generalmente pentameri, sono sessili, a differenza della varietà principale, nella quale presentano un corto pedicello.

## Galleria d'immagini

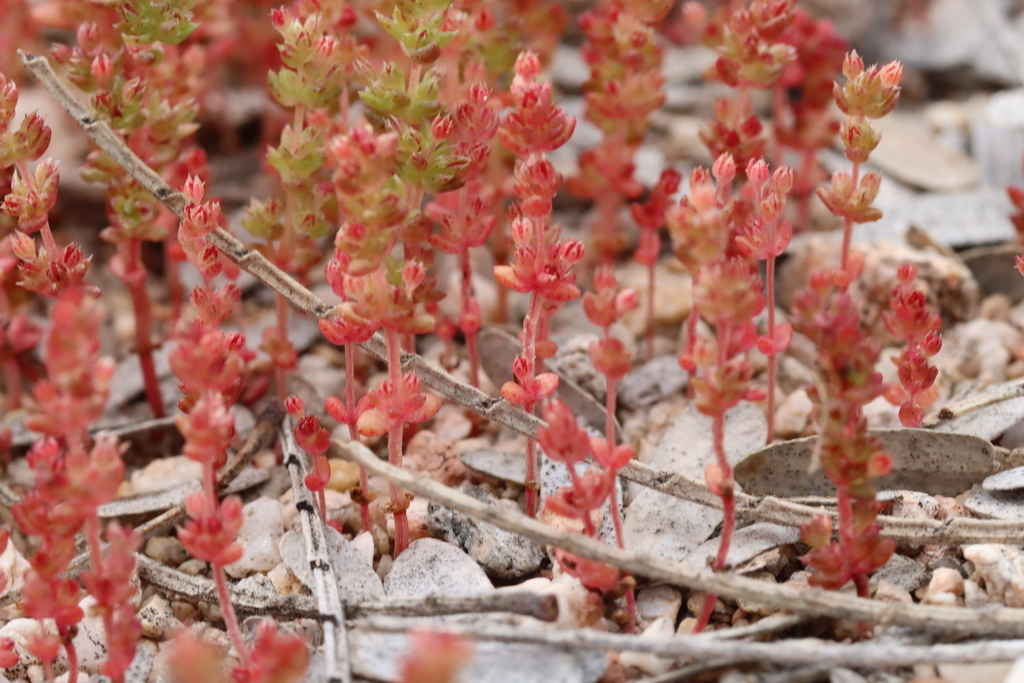
Esemplari di C. connata.
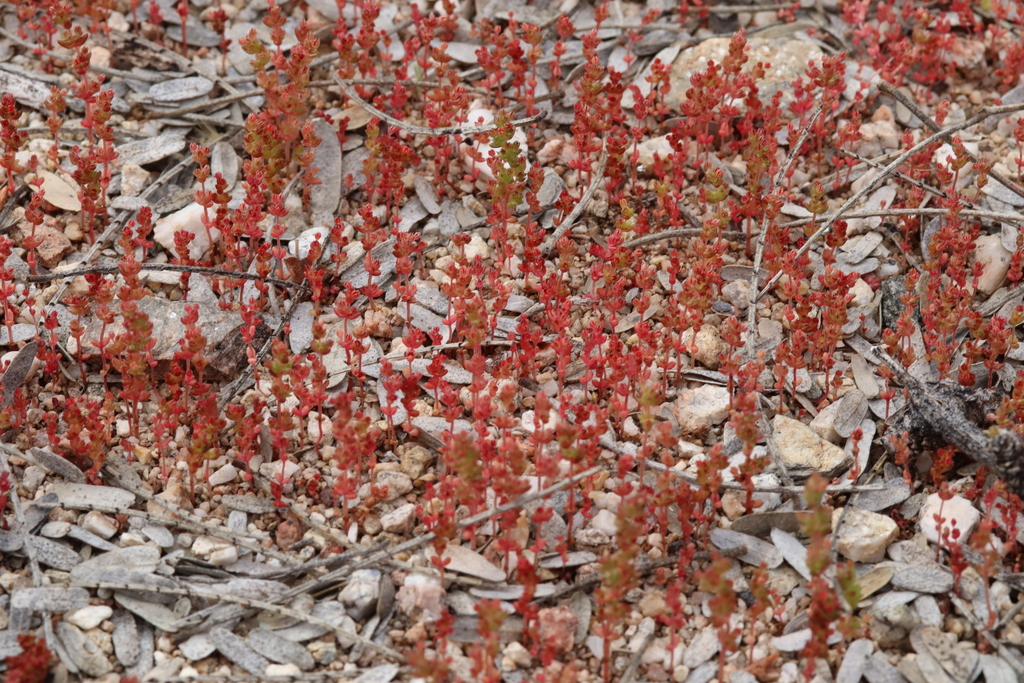
Colonia di C. connata.
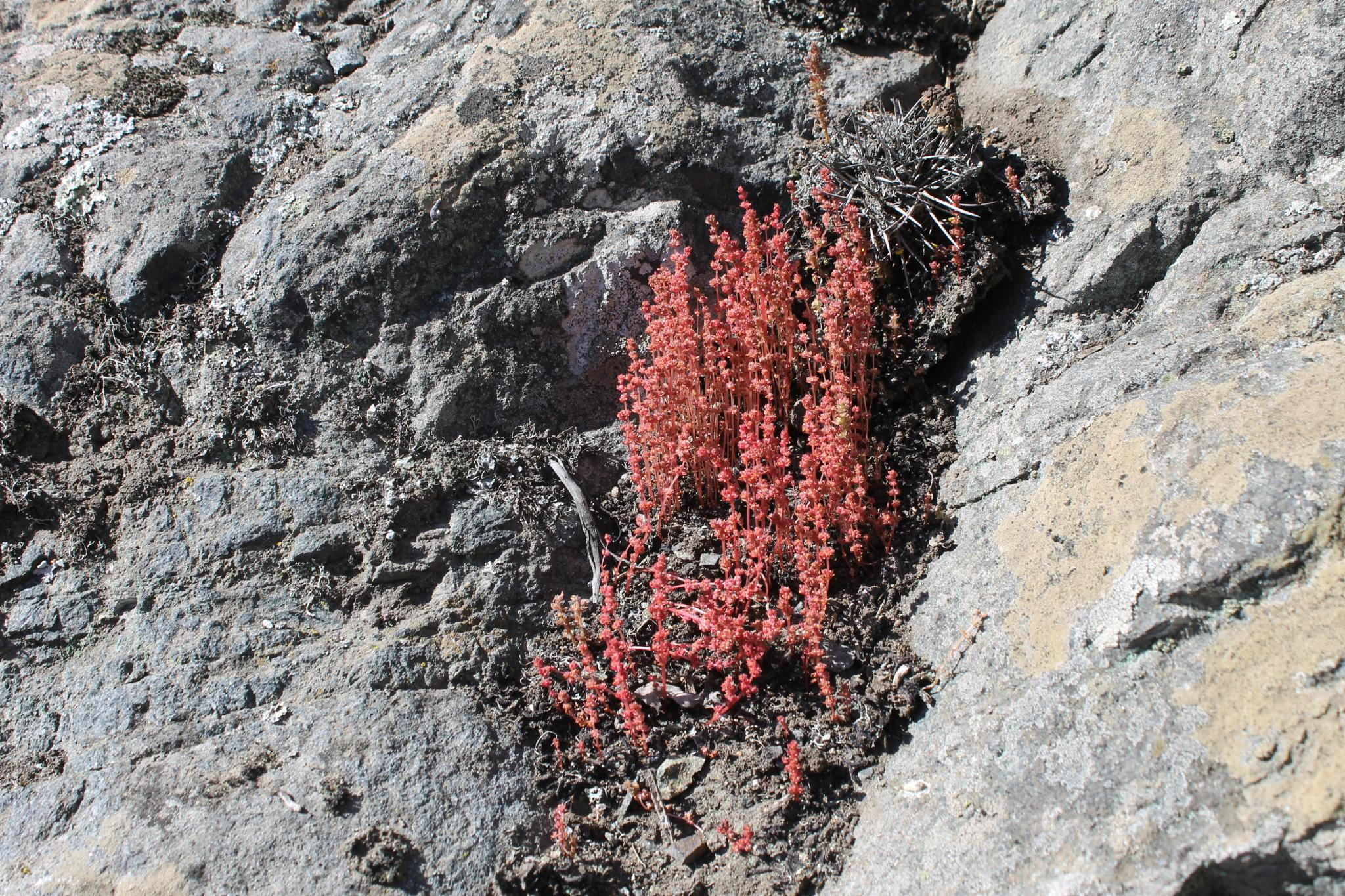
Piccolo gruppo di esemplari di C. connata.
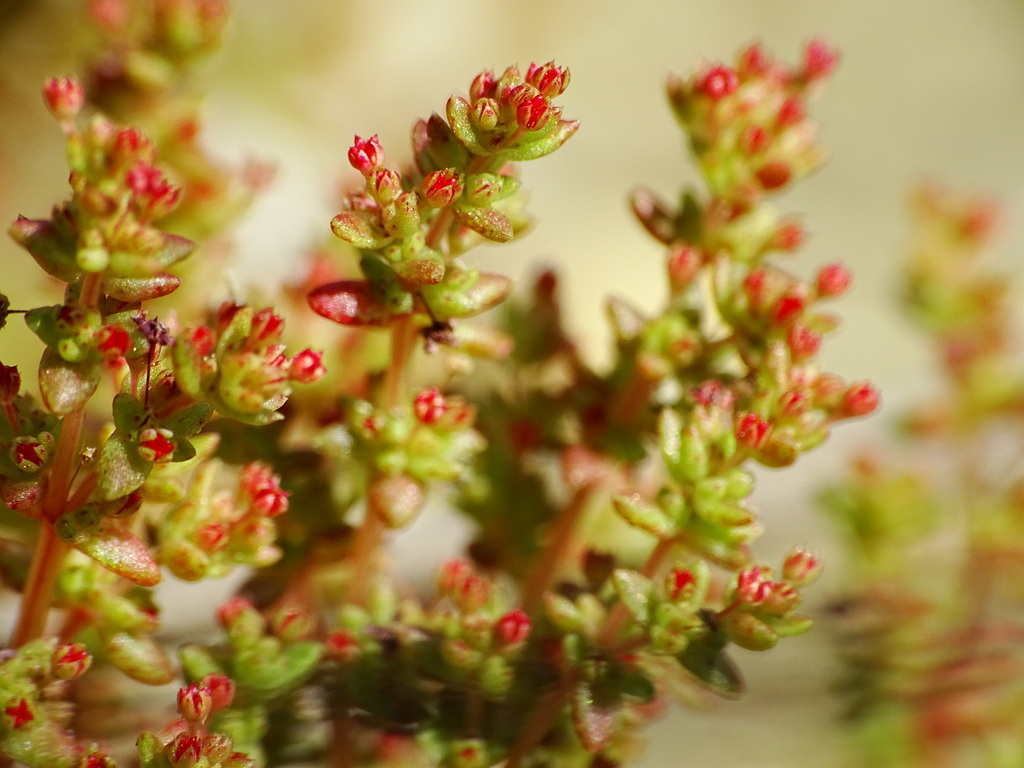
Dettaglio di foglie e fiori di C. connata.
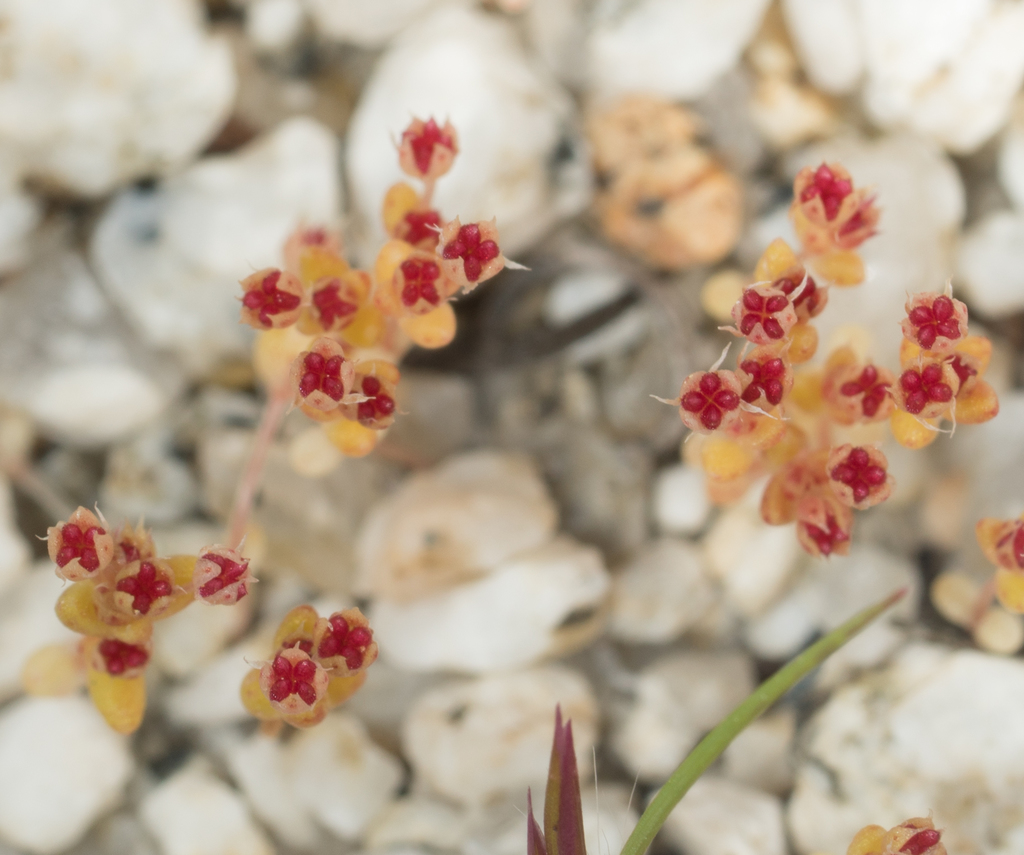
Dettaglio di follicoli e semi di C. connata.
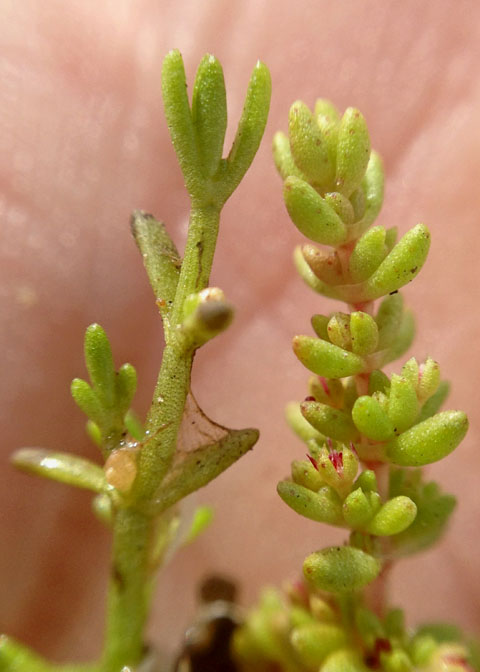
Confronto tra un esemplare di Crassula aquatica, a sinistra, e C. connata, a destra.